# 洪萬生

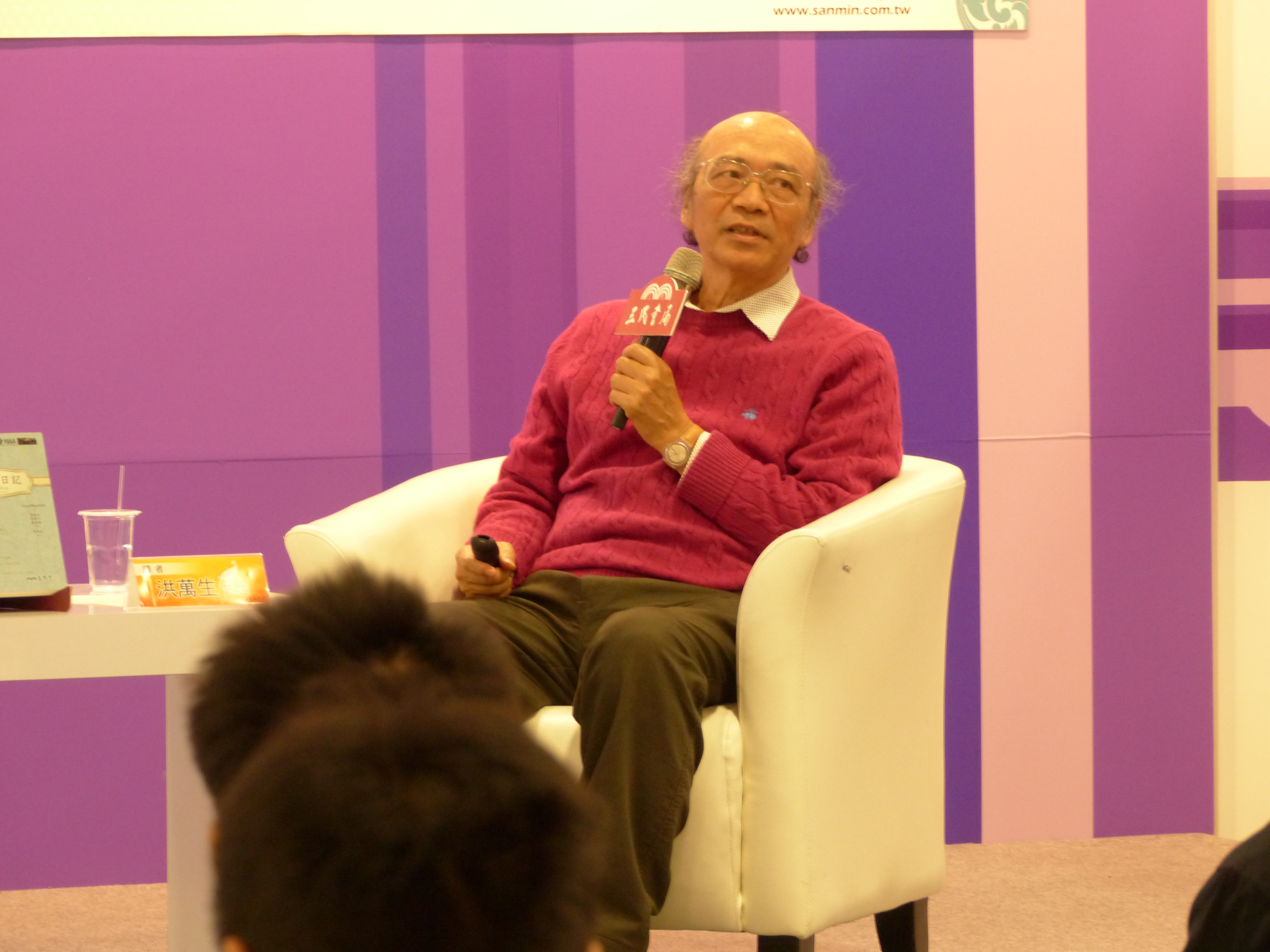
洪萬生，2014年

洪萬生（1949年—），台灣數學史家，國立臺灣師範大學數學系退休教授，以數學史研究和數學教育推動而聞名，並投身婦女運動。

## 學經歷
洪萬生獲得國立臺灣師範大學數學系學士、碩士、美國紐約市立大學科學史博士學位。之後長期任教於國立臺灣師範大學數學系，現已退休。

## 研究與教育
洪萬生的研究以數學史為主，並且是台灣首位以數學社會史取向進行研究的學者。
洪萬生對台灣數學教育的推動相當重視，並且是相關刊物《HPM通訊》與網路博物館「台灣數學博物館」的負責人 。

## 個人生活
洪萬生的第一任妻子是台灣女權運動者彭婉如，兩人育有一子。1996年彭婉如遭殺害後，洪萬生投身婦女運動，並擔任彭婉如基金會首任董事長。
1999年，洪萬生與同樣推動婦運的林芳玫結婚。

## 外部連結
- 洪萬生個人網頁 （页面存档备份，存于）
- 台灣數學博物館 （页面存档备份，存于）